# Giancarlo Artioli
Giancarlo Artioli (geboren am 2. November 1928 in Moglia; gestorben am 2. November 1987) war ein italienischer Unternehmer.

## Biographie
Giancarlo Artioli war der Sohn des Viehhändlers und Landbesitzers Alcide Artioli. Kurz vor Ausbruch des Zweiten Weltkriegs heiratete er Olga Cuccurullo, Tochter des wohlhabenden kampanischen Geschäftsmanns Agostino Cuccurullo, der als einer der ersten Italiener moderne Getreidemühlen in Russland errichtete.
Nach der Geburt ihrer fünf Kinder zog das Ehepaar nach Bozen, wo Alcide Artioli sein Geschäft als Händler zwischen Österreich und der Schweiz weiterführte. Unmittelbar nach Beginn des Weltkriegs zog das Ehepaar mit seinen Kindern nach Mendola, ein Bergdorf zwischen den Provinzen Bozen und Trient, um den zahlreichen britischen Bombenangriffen auf die Stadt Bozen zu entgehen.

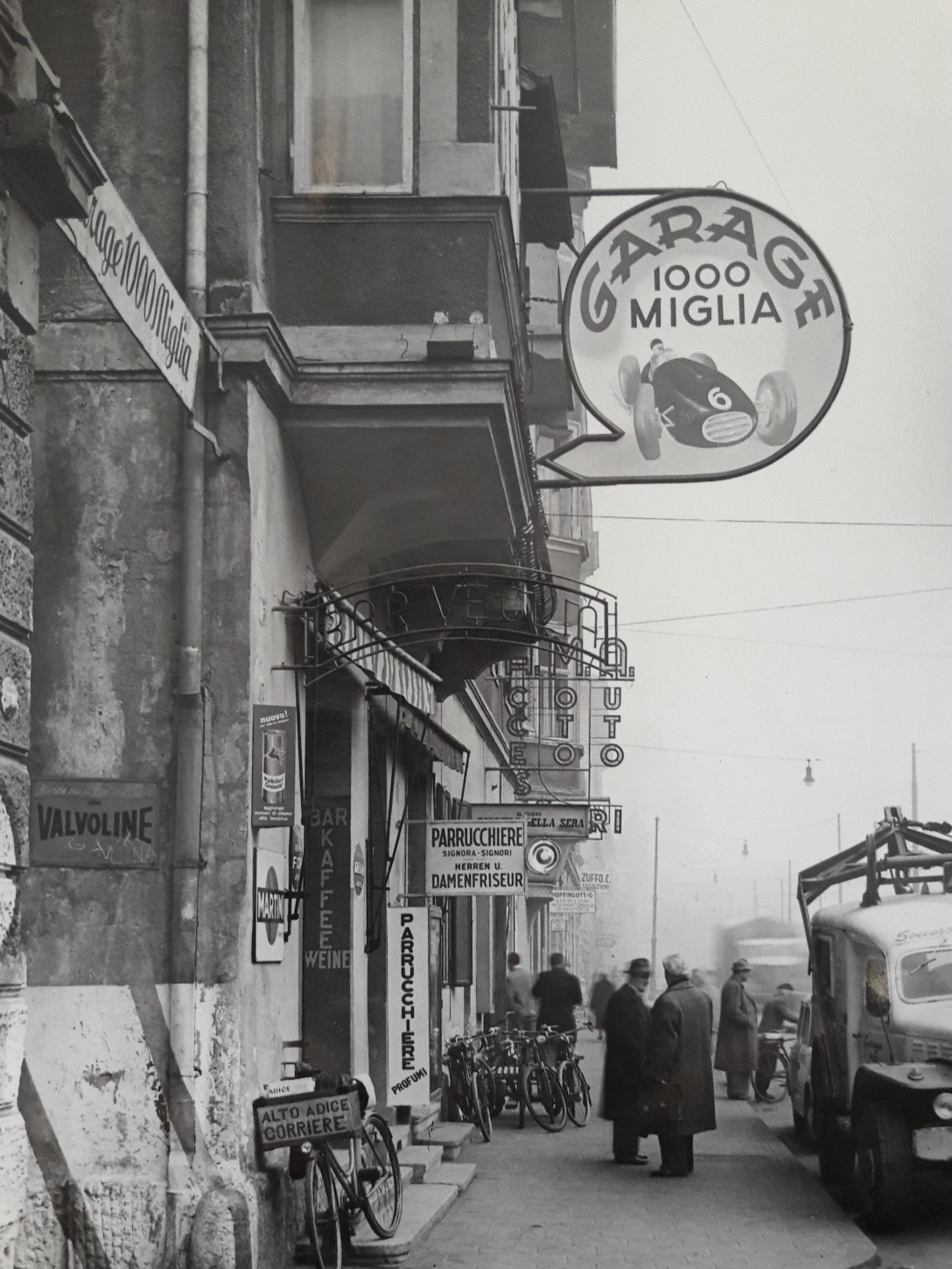
Foto storica del Garage 1000Miglia

Nach dem Krieg kehrte die Familie Artioli nach Bozen zurück, wo Giancarlo Artioli nach der Schule als Galbani-Vertreter zu arbeiten begann. 1952 eröffnete er mit Hilfe seines Vaters Alcide die Garage 1000Miglia, eine Servicestation für Autos. Nach Beendigung seines Militärdienstes trat sein jüngerer Bruder Romano in das Unternehmen ein, das in der Zwischenzeit zum Alfa-Romeo-Händler wurde und in den 1980er-Jahren zum umsatzstärksten Händler für GM-Opel in Italien wurde.
Im Jahr 1978 gründet er zusammen mit seinem jüngeren Bruder Romano die Autexpò S.p.A. Das Unternehmen Autexpo S.p.A. hat seinen Sitz in Ora (BZ) und vertreibt die Marken MIDAS und GMC in Italien. Mit Hilfe der Familie Bassano-Miyakawa, die in der japanischen Autowelt gut etabliert ist, erhalten sie 1980 den Vertrieb der Marke Suzuki für Italien, die Marke, die es ihnen ermöglicht, den kleinen Suzuki-Geländewagen zum ersten 4x4 für die Stadt und zum meistverkauften Geländewagen in Italien zu machen. Die Nachfrage ist so groß, dass zu einem späteren Zeitpunkt auch der Import des Suzuki-Santana aus Spanien erwogen wird.

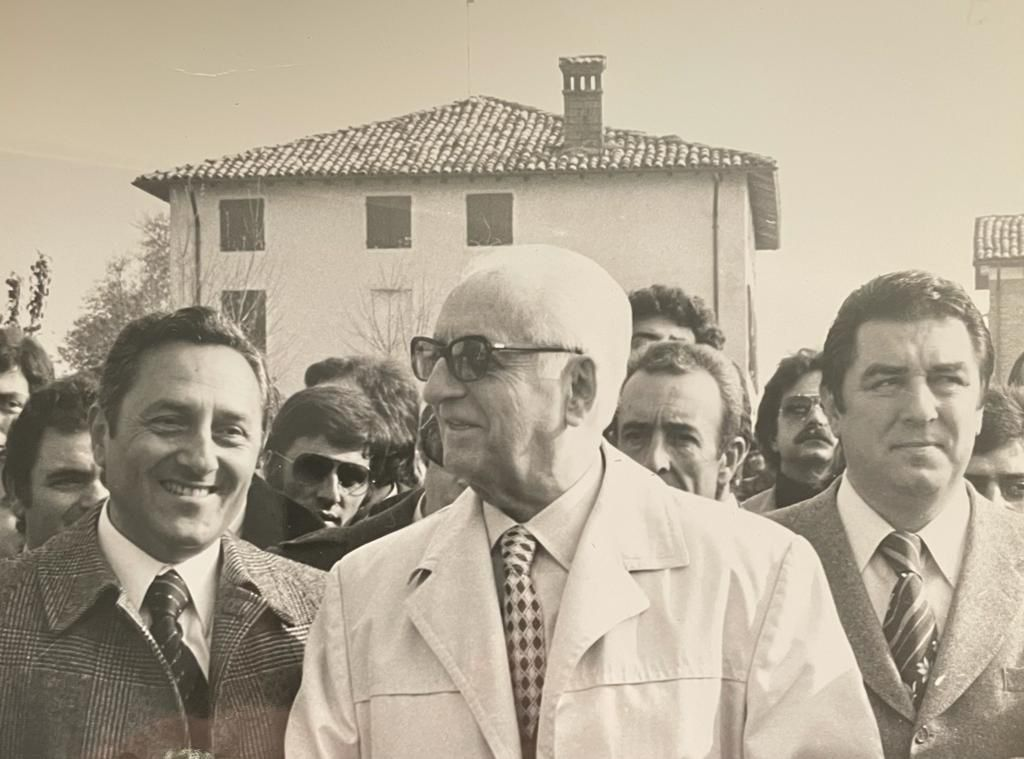
Giancarlo Artioli mit Enzo Ferrari

1985 erhielt die Familiengruppe den Vertrieb von Ferrari Automobili für die Region Triveneto und später für Süddeutschland. Innerhalb weniger Jahre wurde Deutschlands Markt nach dem amerikanischen zum wichtigsten für die italienische Sportwagenmarke.
In jenen Jahren großer Verkaufserfolge schließen sich der Familienholding Fisico S.p.A. das auf die Herstellung von Komponenten für die Erstausrüstung spezialisierte Werk Berman in San Benedetto Po (MN) an, das nach dem Tod von Giancarlo an seinen Bruder Roberto verkauft wurde, sowie die Subaru Italia S.p.A. mit Sitz in Ala (TN), die Fahrzeuge der Marke Fuji Heavy Industries auf den italienischen Markt importierte und vertrieb.
1987 schlug sein Bruder Romano mit Hilfe von Jean Marc Borel, einem autobegeisterten Journalisten und Schriftsteller, der Familienholding vor, die Marke Bugatti zu kaufen. Die Transaktion erfolgte im selben Jahr über die Autexpo' GmbH, ein Unternehmen der Holdinggesellschaft FISICO S.p.A.
Nach dem Tod von Giancarlo Artioli ergriff sein jüngerer Bruder Romano eine Reihe von Initiativen, die ihn zur Gründung einer Vielzahl von Unternehmen führen, die mit der neu erworbenen Marke verbunden sind. Die erste davon ist die Gründung der Bugatti Automobili S.p.A. unter der Leitung von Paolo Stanzani, dem Inhaber des Know-hows und Vater erfolgreicher Autos wie dem Lamborghini Countach. 1991 wurde er von Nicola Materazzi, 1992 von Mauro Forghieri und schließlich von Giampaolo Benedini abgelöst.
Zu Bugatti Automobili gehört die Ettore Bugatti S.R.L. mit Sitz in Ora (BZ), ein Unternehmen, das für die Herstellung und den Vertrieb von Luxus-Accessoires und Bekleidung unter dem Markennamen EB zuständig ist und bis zu seinem Konkurs im 1995 von Romanos Ehefrau Renata geleitet wurde, während Serenella Artioli bis 1991 Vizepräsidentin war.
Giancarlo Artioli war auch im Bozner Sport besonders aktiv: Er betreute in seiner Freizeit erfolgreich den Herren-Basketballverein Basket Fiamma, der in der Serie C spielte, und wurde Präsident des Damen-Basketballteams der Stadt, das in der Saison 1986/1987 die Serie A2 erreichte.
Am 2. November 1987 starb er im Alter von 59 Jahren bei einem Autounfall. Ihm folgte seine älteste Tochter Serenella, die aus seiner 1958 geschlossenen Ehe mit der Spanierin Pilar Rodriguez aus Santander hervorging, mit der er die Kinder Serenella, Maria del Pilar, Marina und Diego hatte.
1995 erklärte das Gericht von Modena die Bugatti Automobili S.p.A. für bankrott, was die Auflösung aller Aktivitäten der Familie Artioli zur Folge hatte, mit Ausnahme der KIA Motors Italia, die von Serenella Artioli, und der Berman S.p.A., die an Roberto Artioli weitergegeben wurde und noch immer im Bereich der Automobilteile tätig ist.
Derzeit ist Giancarlo Artiolis einziger Nachkomme, der in der Automobilindustrie tätig ist, seine älteste Tochter Serenella, die die erste Linienmanagerin von FCA in der Schweiz war und bis September 2023 für die Bergè/Astara-Gruppe arbeitete, dort war sie für die Öffentlichkeitsarbeit verantwortlich.
- Garage 1000Miglia: gegründet im Jahr 1953, Opel- und GM-Händler in Bozen. Der Betrieb wurde 1998 eingestellt.
- Wagen: gegründet im Jahr 1987, Suzuki-Händler in Bozen (BZ).
- Autexpò S.p.A.: gegründet im Jahr 1978, offizieller Importeur und Händler in Ora (BZ) für die Marken GMC, Midas, Suzuki, Suzuki-Santana und Maruti.
- Subaru Italia S.p.A.: gegründet im Jahr 1986, offizieller Importeur und Händler in Ala (TN) der Marke Subaru.
- Technotrading: in der Logistikbranche tätiges Unternehmen.
- Berman: Unternehmen, das auf die Herstellung von Erstausrüstungen und Zubehör für Autos spezialisiert ist.
- Autexpò GMBH: gegründet im Jahr 1986, offizieller Importeur und Händler für Süddeutschland von Fahrzeugen der Marke Ferrari Automobili.
- Bugatti Automobili S.p.A.: gegründet 1987 in Campogalliano (MO), Hersteller des EB 110 und des EB 110 super sport.
- Ettore Bugatti SRL: gegründet im Jahr 1989, Hersteller von Luxusgütern der Marke Bugatti.
- KIA Motors Italia: gegründet von Serenella Artioli im Jahr 1991, offizieller Importeur und Händler von KIA-Fahrzeugen.
- Basket Opel Bolzano: Unternehmen, das unter dem Vorsitz von Giancarlo Artioli in die Basketballserie A2 einstieg.